# Heser
Heser is een geslacht van spinnen uit de familie bodemjachtspinnen (Gnaphosidae).

## Soorten
De volgende soorten zijn bij het geslacht ingedeeld:
- Heser aradensis (Levy, 1998)
- Heser infumatus (O. P.-Cambridge, 1872)
- Heser malefactor Tuneva, 2005
- Heser vijayanagara Bosselaers, 2010